# Wada Yoshie
Wada Yoshie (jap. 和田 芳恵; * 6. April 1906 in Oshamambe, Landkreis Yamakoshi, Hokkaidō; † 5. Oktober 1977) war ein japanischer Schriftsteller, der sich vor allem in der Higuchi-Ichiyō-Forschung hervortat. Zu seinen Hauptwerke zählt das 1943 erschienene Ichiyō no nikki (一葉の日記, dt. „Die Ichiyō-Tagebücher“).

## Leben
Wada Yoshie besuchte die damalige Hokkai-Mittelschule (heute Hokkai-Oberschule) in Sapporo und ging daraufhin nach Tōkyō, wo er deutsches Recht an der Chūō-Universität studierte. Nach Beendigung des Studiums nahm er eine Arbeitsstelle beim Shinchōsha-Verlag an und schrieb neben dieser Beschäftigung Romane für Literaturzeitschriften. Er begann, sich mit dem Werk Higuchi Ichiyōs auseinanderzusetzen, und veröffentlichte während des Zweiten Weltkrieges mehrere Arbeiten zu diesem Thema, darunter das 1942 erschienene Higuchi Ichiyō kenkyū (樋口一葉研究, dt. „Studien über Higuchi Ichiyō“).
Nach dem Kriege versuchte er sich an der Leitung einer Romanzeitschrift, scheiterte jedoch und verschwand von 1949 bis 1952 spurlos.
1963 erhielt er für seinen Roman Chiri no naka den Naoki-Preis des zweiten Halbjahres, 1974 für Tsugiki no dai den Yomiuri-Literaturpreis im Bereich „Romane“.
Für Kurai nagare (暗い流れ) erhielt er 1977 den Großen Preis für japanische Literatur, für Yukionna (雪女) 1978 den Kawabata-Yasunari-Literaturpreis.
Im Verlag Kawade Shobō erschien eine fünfbändige Gesamtausgabe der Werke Wada Yoshies.